# Nieuwe Leeuwarderweg
De Nieuwe Leeuwarderweg is een stroomweg die deels parallel aan het Noordhollandsch Kanaal ligt in Amsterdam-Noord. Het is een autoweg met maximumsnelheid van 70 km/h en maakt onderdeel uit van de Amsterdamse stadsroute s116. Ze zorgt voor een snelle wegverbinding tussen de ringweg A10 en de IJtunnel. Voorbij het op- en afrittencomplex van de A10 gaat de weg over in de Slochterweg als onderdeel van Provinciale weg 247. Haar naam kreeg ze per raadsbesluit op 27 mei 1970 en verwijst deels naar de Leeuwarderweg, een oude uitvalsweg vanuit Amsterdam-Noord richting Afsluitdijk en uiteindelijk Leeuwarden.
De brede vierstrooksweg met lange invoeg- en uitvoegstroken voor lokaal verkeer naar de ongelijkvloerse kruisingen werd opengesteld in 1968, gelijktijdig met de opening van de IJtunnel. Het ging ten koste van een groot deel van het Volewijkspark. Het tracé van de weg werd tussen 2007 en 2012 aangepast door de aanleg van de Noord/Zuidlijn en de aanleg van het Noorderpark (een samenvoeging van het Volewijkspark en Florapark in 2014). Over vrijwel de hele lengte van het wegtracé liggen tussen de rijbanen nu metrosporen, station Noorderpark, station Noord en een opstelterrein van de Amsterdamse metro. De Nieuwe Leeuwarderweg kreeg allerlei kunstwerken vanwege de benodigde ongelijkvloerse kruisingen. Om alles te kunnen realiseren werd de weg op grote stukken zowel verdiept en verhoogd aangelegd. Kunstwerken te vinden zijn:
- brug 357 bij het Kraaienplein
- brug 490, kruising Johan van Hasseltweg
- brug 998, Hederabrug, voor overvoer voetgangers en fietsers van het Noorderpark
- brug 999, Klimopbrug, idem
- brug 1000, idem
- brug 1002, idem
- brug 932, bij kruispunt Nieuwe Purmerweg
- brug 933, J.H. Hisgenbrug bij kruispunt J.H. Hisgenpad
- brug 2109 en brug 2112 bij kruispunt IJdoornlaan
- brug 2246 over een gracht
- kruispunt Rijksweg 10
- brug 1714 over de weg Buikslotermeerdijk
- Slochterbrug, brug 45P (provinciale brug)

De Nieuwe Leeuwarderweg kent slechts vijf huisnummers: 15 (Cultureel centrum De tanker in voormalig benzinestation), 16 (café De gele pomp, een voormalige benzinestation tegenover De tanker), 25 (P+R), 26 (onbestemd gebouwtje bij kruising IJdoornlaan) en 30 (Aannemingsbedrijf).

## Galerij

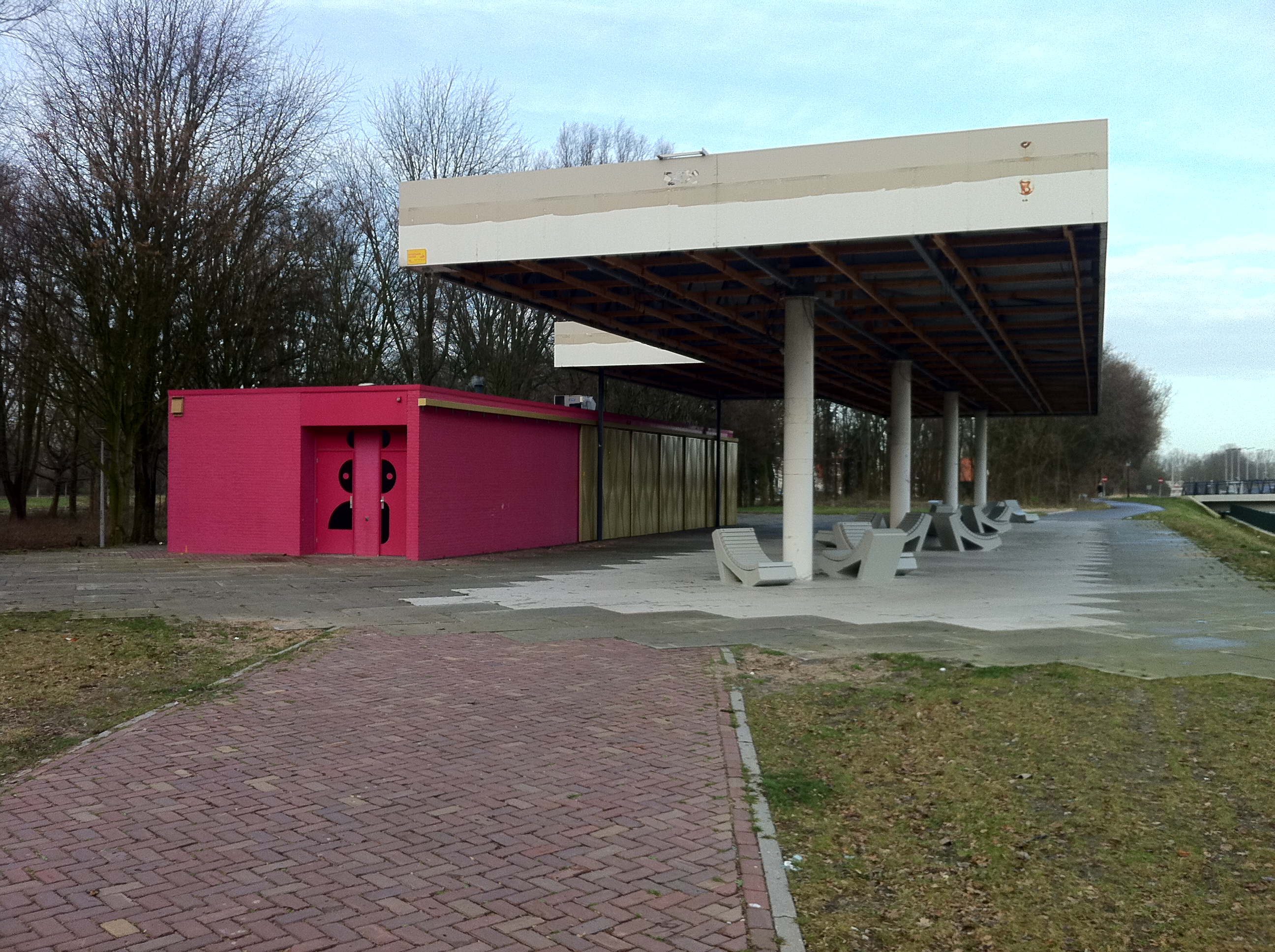
Herbestemming van een tankstation tot cultuurcentrum (De Tanker)
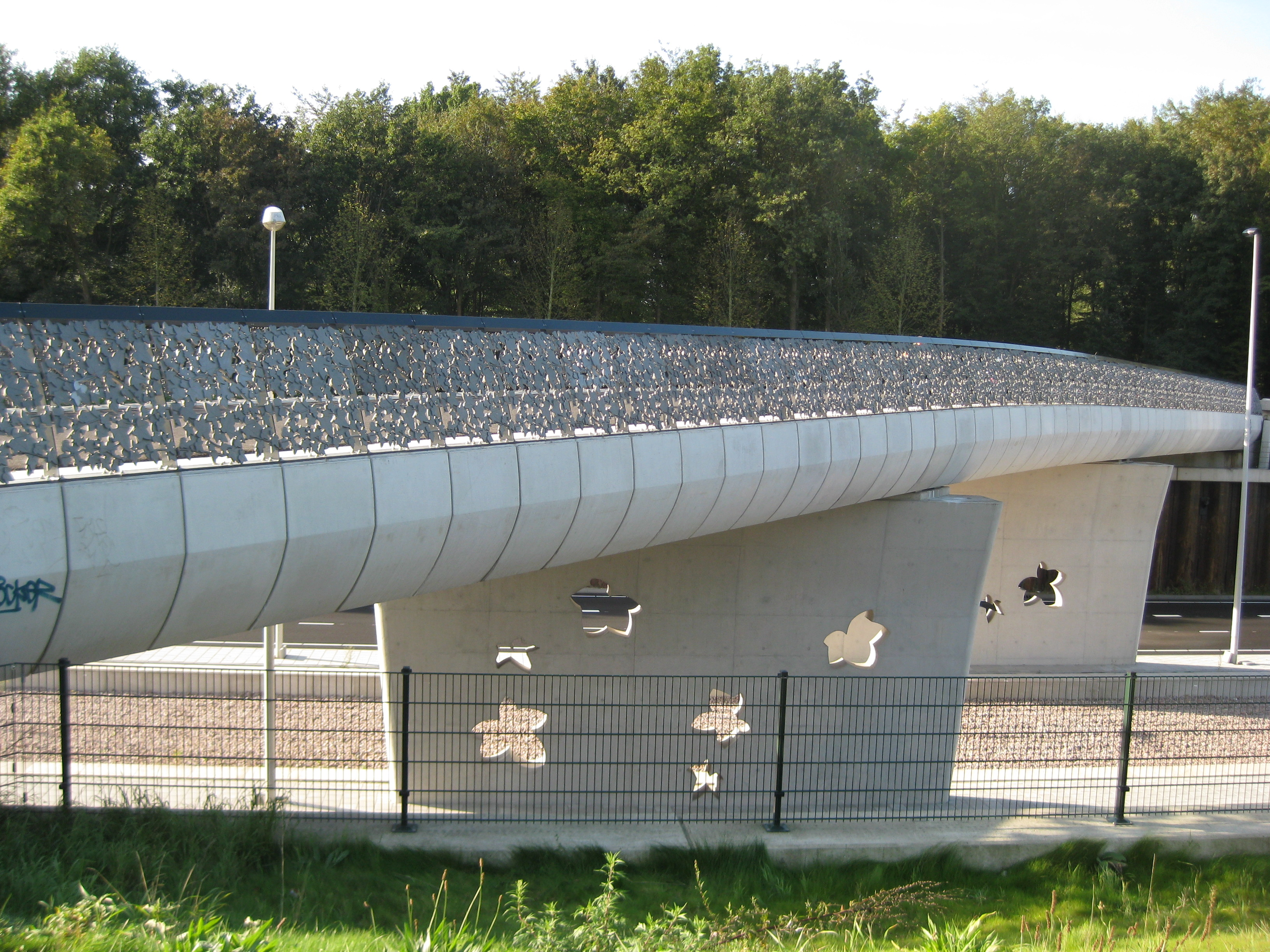
Klimopbrug over de weg en het spoor, die beide delen van het Noorderpark verbindt
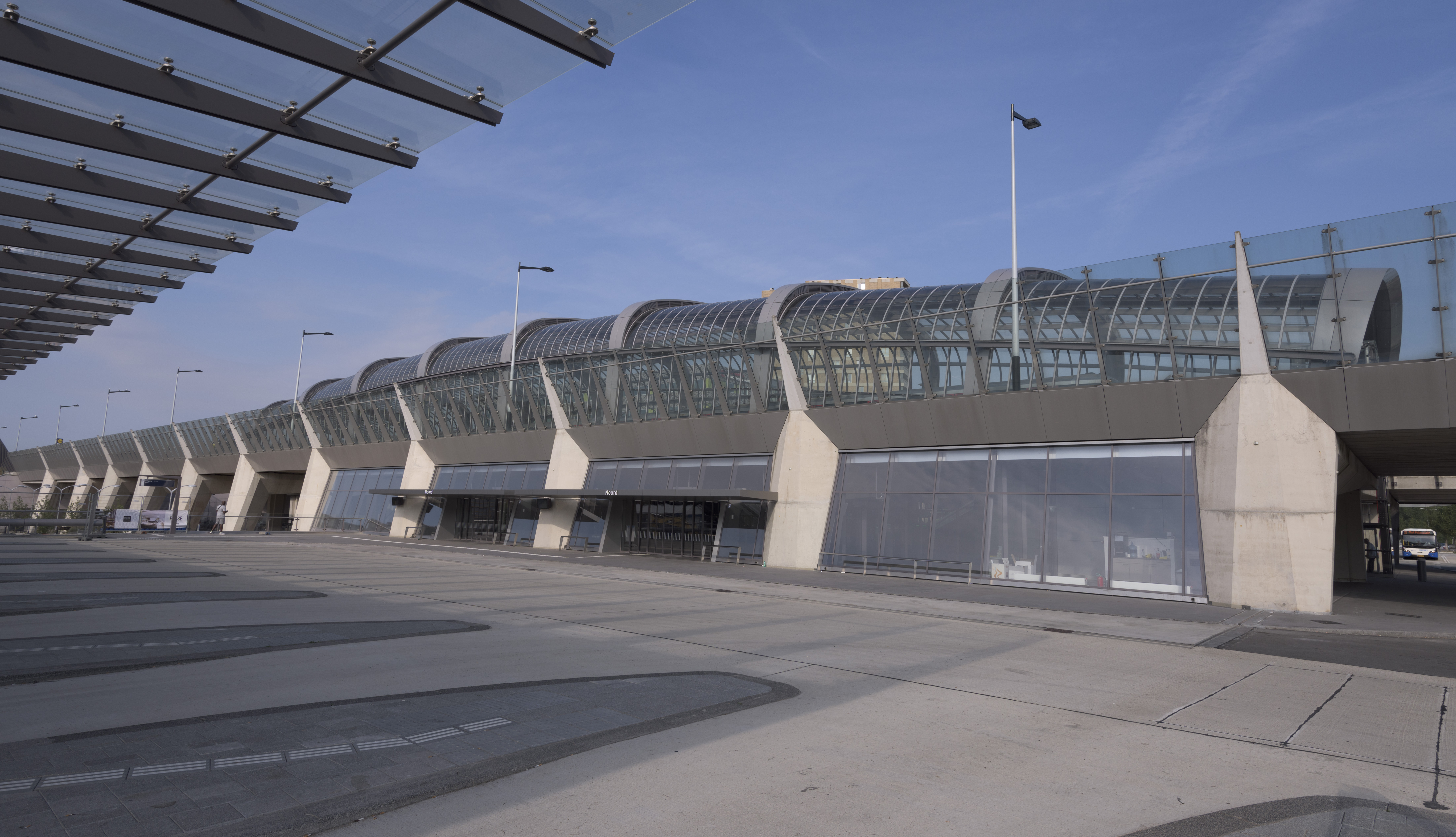
Het viaduct van de Nieuwe Leeuwarderweg langs station Noord

Ringweg A10 (Ringweg-West, -Noord / -Oost / -Zuid)

Overige autosnelwegen:
voorheen Muiderstraatweg (A1) · 
Utrechtseweg (A2) · 
Haagseweg (A4) · 
Westrandweg (A5) · 
Coentunnelweg (A8) ·
Gaasperdammerweg (A9)

Stadsroutes:
S100 ·
S101 ·
S102 ·
S103 ·
S104 ·
S105 ·
S106 ·
S107 ·
S108 ·
S109 ·
S110 ·
S111 ·
S112 ·
S113 ·
S114 ·
S115 ·
S116 ·
S117 ·
S118

Overige wegen:
Gooiseweg ·
Haarlemmerweg ·
Nieuwe Leeuwarderweg ·
Nieuwe Utrechtseweg

Knooppunten:
Amstel ·
Coenplein ·
De Nieuwe Meer ·
Holendrecht ·
Watergraafsmeer